# القصر الجمهوري (العراق)
يقع القصر الجمهوري العراقي في كرادة مريم وهي إحدى أحياء بغداد الراقية، على الضفة الغربية الكرخ لنهر دجلة. كان القصر الجمهوري المقر الرسمي لرئيس الجمهورية العراقية والمكان المفضل لمقابلة الوفود الرسمية الهامة. بعد الغزو الأمريكي للعراق عام 2003 م، أصبح القصر الجمهوري خاضع للجيش الأمريكي ومقر للحاكم المدني. ومركزا لما يسمى بالمنطقة الخضراء. تم تسليم القصر للحكومة العراقية في أول يوم من عام 2009. حالياً هو مقر اقامة رئيس الوزراء ومكان استقبال الوفود الرسمية الهامة.

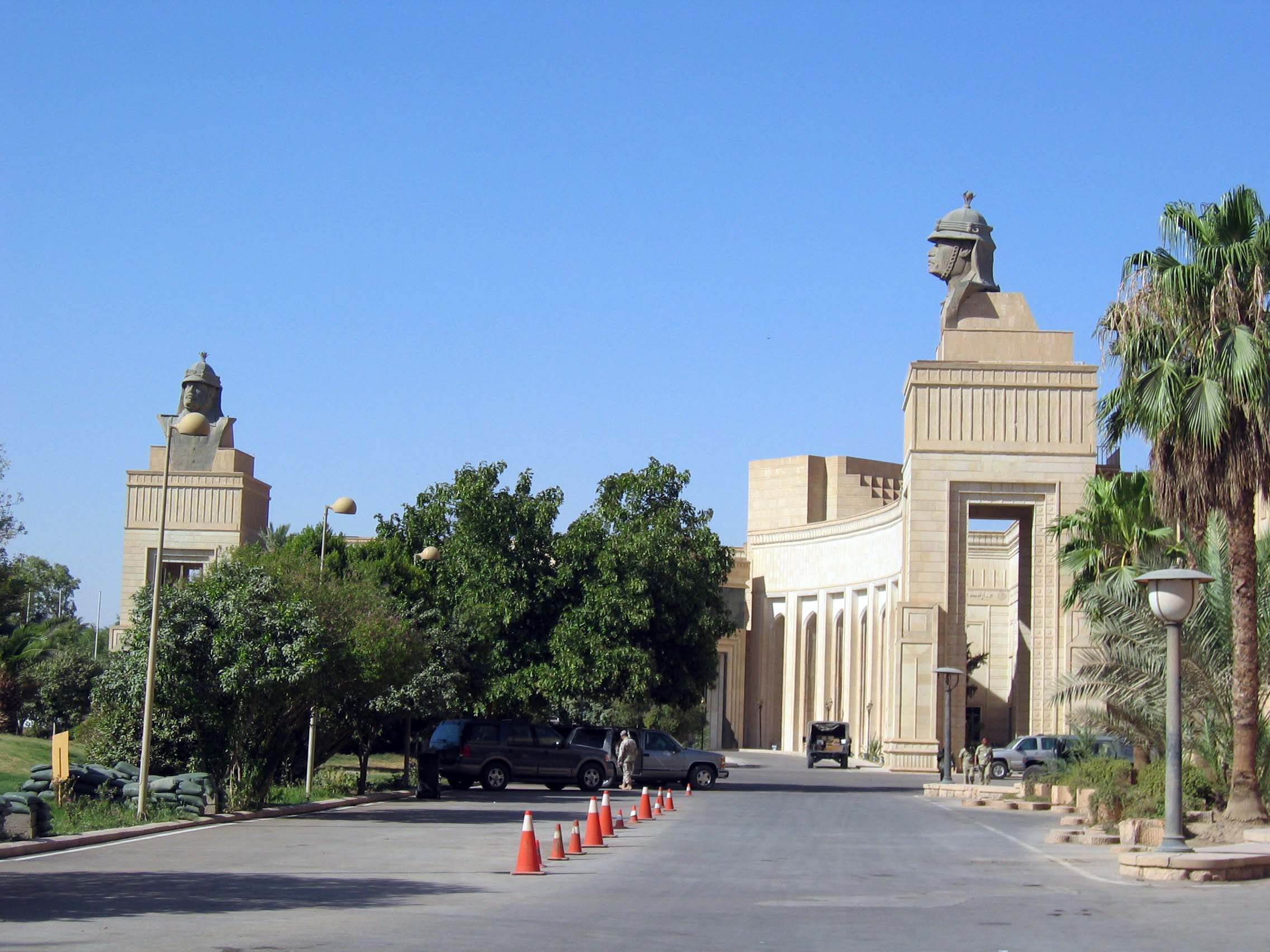
واجهة القصر الجمهوري قبل أن تتم ازالة تمثالي صدام البرونزيين

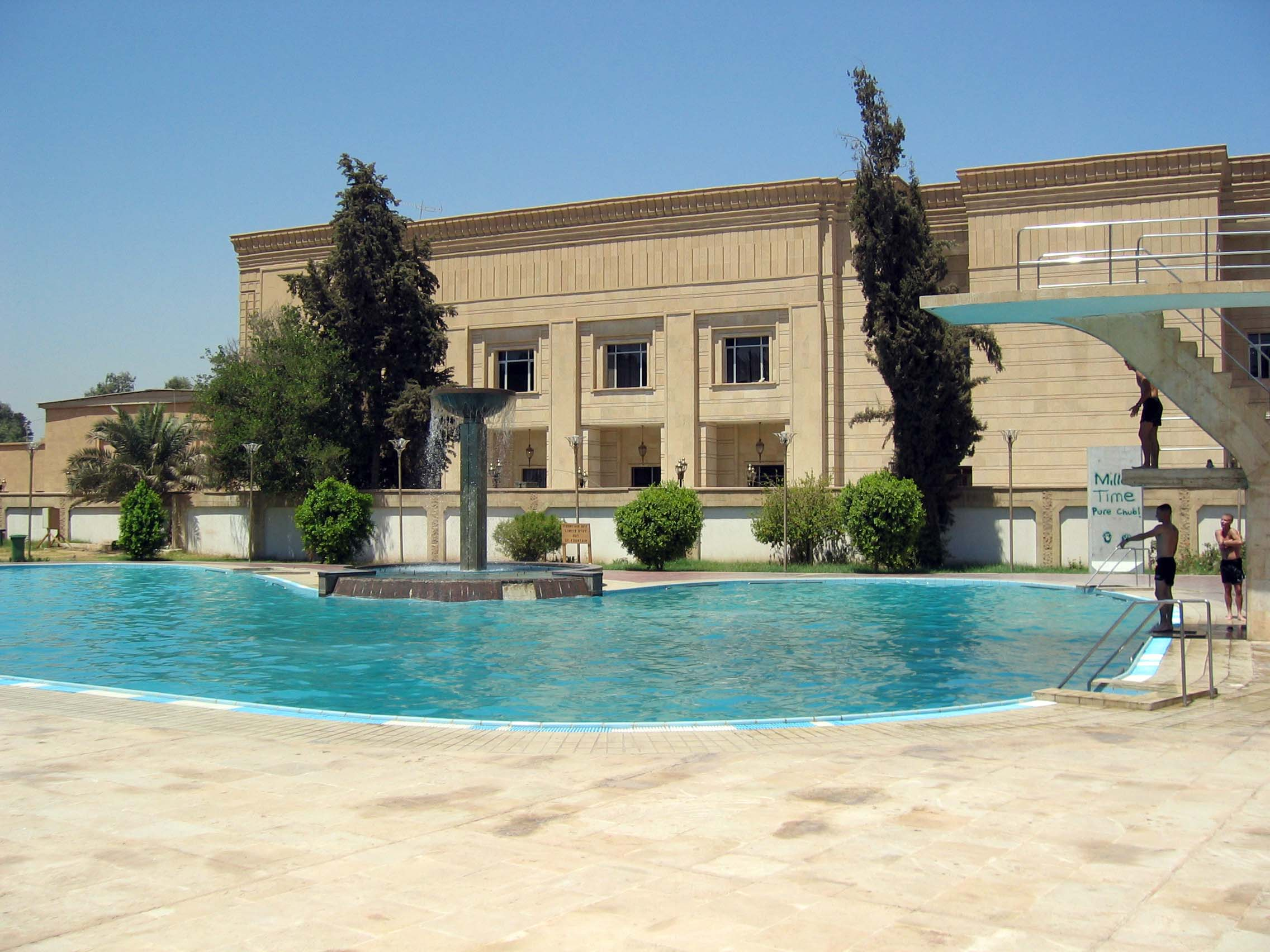
مسبح القصر الجمهوري الموجود خلف القصر

## تاريخ القصر
بدء بناء القصر اثناء فترة الحكم الملكي في العراق، ليكون مقر اقامة فيصل الثاني، وهو ثالث قصر ملكي من حيث التسلسل، بعد قصر الرحاب وقصر الزهور. واكتمل البناء وافتتح رسمياً في اوائل الستينات اثناء فترة حكم عبد الكريم قاسم ولكنه لم يسكن في القصر وفضل الاقامة في مكتب وزارة الدفاع.
أول رئيس جمهورية في العراق استخدم القصر كمقر اقامة له هو عبد السلام عارف.

## انظر ايضاً
- قائمة قصور العراق